# Pigeiros
Pigeiros é uma povoação portuguesa do Município de Santa Maria da Feira que foi sede da extinta Freguesia de Pigeiros, freguesia que tinha 5,13 km² de área e 1 181 habitantes (2011), e, por isso, uma densidade populacional de 230,2 hab/km².
A Freguesia de Pigeiros foi extinta (agregada) pela reorganização administrativa de 2012/2013, tendo o seu território sido agregado ao da Freguesia de Caldas de São Jorge para criar a União das Freguesias de Caldas de São Jorge e Pigeiros.

## População
| Número de habitantes residentes | Número de habitantes residentes | Número de habitantes residentes | Número de habitantes residentes | Número de habitantes residentes | Número de habitantes residentes | Número de habitantes residentes | Número de habitantes residentes | Número de habitantes residentes | Número de habitantes residentes | Número de habitantes residentes | Número de habitantes residentes | Número de habitantes residentes | Número de habitantes residentes | Número de habitantes residentes |
| ------------------------------- | ------------------------------- | ------------------------------- | ------------------------------- | ------------------------------- | ------------------------------- | ------------------------------- | ------------------------------- | ------------------------------- | ------------------------------- | ------------------------------- | ------------------------------- | ------------------------------- | ------------------------------- | ------------------------------- |
| 1864                            | 1878                            | 1890                            | 1900                            | 1911                            | 1920                            | 1930                            | 1940                            | 1950                            | 1960                            | 1970                            | 1981                            | 1991                            | 2001                            | 2011                            |
| 362                             | 433                             | 403                             | 406                             | 528                             | 518                             | 615                             | 651                             | 674                             | 804                             | 901                             | 1 124                           | 1 217                           | 1 369                           | 1 181                           |

| Distribuição da População por Grupos etários | Distribuição da População por Grupos etários | Distribuição da População por Grupos etários | Distribuição da População por Grupos etários | Distribuição da População por Grupos etários | Distribuição da População por Grupos etários | Distribuição da População por Grupos etários | Distribuição da População por Grupos etários | Distribuição da População por Grupos etários | Distribuição da População por Grupos etários |
| -------------------------------------------- | -------------------------------------------- | -------------------------------------------- | -------------------------------------------- | -------------------------------------------- | -------------------------------------------- | -------------------------------------------- | -------------------------------------------- | -------------------------------------------- | -------------------------------------------- |
| Ano                                          | 0-14 Anos                                    | 15-24 Anos                                   | 25-64 Anos                                   | > 65 Anos                                    |                                              | 0-14 Anos                                    | 15-24 Anos                                   | 25-64 Anos                                   | > 65 Anos                                    |
| 2001                                         | 286                                          | 222                                          | 718                                          | 143                                          |                                              | 20,9%                                        | 16,2%                                        | 52,4%                                        | 10,4%                                        |
| 2011                                         | 166                                          | 160                                          | 665                                          | 190                                          |                                              | 14,1%                                        | 13,5%                                        | 56,3%                                        | 16,1%                                        |

## Património
- Mamoa da Quinta da Laje
- Cruzes dos Passos
- Dois portais no lugar de Quintã
- Mamoa de Vinhó